# Hydropisphaera cyatheae
Hydropisphaera cyatheae är en svampart som först beskrevs av Dingley, och fick sitt nu gällande namn av Rossman & Samuels 1999. Hydropisphaera cyatheae ingår i släktet Hydropisphaera och familjen Bionectriaceae.   Inga underarter finns listade i Catalogue of Life.